# Орлово (Вохтозьке міське поселення)
Орло́во (рос. Орлово) — присілок у складі Грязовецького району Вологодської області, Росія. Входить до складу Вохтозького міського поселення.

## Населення
Населення — 34 особи (2010; 53 у 2002).
Національний склад (станом на 2002 рік):
- росіяни — 100 %